# Трамвай Бангкока
Трамвай Бангкока – одна из старейших трамвайных систем в мире и первая электрифицированная трамвайная система в Азии.

## История

### Трамвай на конной тяге
Первый трамвай на конной тяге был запущен 22 сентября 1887 (1888) года. Разрешение на организацию трамвайного движения было выдано Королем Таиланда Рамой V на условиях концессии датской компании под руководством John Loftal. Первая линия называлась “Bang Kho Laem Line”. Для знакомства горожан с новым транспортом первый день перевозка была бесплатной. Пользователи отмечали, что на трамвае ехать быстрее, чем идти пешком, и в пути не так трясет как в экипаже двигающемся по низкокачественной дороге. Вначале трамвай приводился в движение четверкой лошадей. Лошади трудились до изнеможения, когда они падали, то лошадь меняли на отдохнувшую. Проезд составлял 6 сатангов, однако этого было недостаточно для покрытия расходов. Концессия была передана английской компании “Bangkok Tramways Co.”, которая 23 мая 1892 года закрыла движение трамваев на конной тяге. Права на концессию вернулись датчанам.

### Развитие системы
Электрифицированная линия была запущена компаний “Bangkok Tramways Co.” 1 января 1893 года. Вторая электрифицированная линия была запущена в сентябре 1901 года компаний “Electric light Syndicate”. Третья линия открылась 1 октября 1905 года. Оператором стала “Siamase Tramways Co.”
В Бангкоке были организованы 4 трамвайных депо, обслуживавших трамваи разных компаний. Вагоны двух типов - открытого (модель Brill 21E) и закрытого производились в основном в Таиланде. В каждом вагоне было 26 сидячих мест, еще 34 пассажира помещались стоя. Трамвай оснащался двигателем мощностью 40 л/с. На трамваях не указывался номер маршрута, вместо этого использовалась цветовая дифференциация. Для указания мест остановки использовался треугольных металлический вымпел, устанавливавшийся на опору сети электропередачи на высоте около 3 метров.
Все три компании были объединены под именем “Siamase electricity corporation” 5 мая 1927 года.
В период максимального расцвета, компания управляла 8 (11) маршрутами с длиной путей в 48,7км и 206 трамваями.  Наибольшей популярностью трамвай пользовался во время второй мировой войны, когда нехватка бензина и покрышек сказалась на доступности других видов транспорта. Нередки были случаи, когда входящие в салон пассажиры так сильно давили на остальных, что из окон выпадали ранее зашедшие люди.
По окончании 50-летнего концессионного договора вся трамвайная система перешла в собственность государства. Это произошло 1 января 1950 года.

### Упадок
Одной из причин, приведших к сокращению трамвайных линий стал дефицит электричества в активно развивающемся городе и невозможность оперативно, в соответствии с потребностями населения, модифицировать маршрутную сеть.
Используя американскую модель развития, тайская столица столкнулась с взрывным ростом количества автомобилей на дорогах. Трамвайные пути занимали большую часть дорожного полотна, ограничивая возможности для движения других видов транспорта. Автобусы предлагали на тот момент более скоростной и дешевый способ передвижения по городу. Начиная с 1960 года руководство Таиланда начало процесс сокращения использования трамвая в качестве городского общественного транспорта.
Городская трамвайная система Бангкока была закрыта 1 октября 1968 года.
Последний вымпел обозначающий трамвайную остановку был демонтирован 4 марта 2019 года и размещен в обучающем центре Electricity Generating Authority of Thailand.
Оригинальный трамвай открытого типа находится по адресу: 3027 Charoen Krung Rd, Khwaeng Bang Kho Laem, Bang Kho Laem, Bangkok на территории Metropolitan Electricity Authority.

## Планы развития
В 2018 году тайская ассоциация городского планирования пришла к заключению о необходимости строительства трамвайной сети в качестве вторичной системы общественного транспорта по отношению к системам BTS и MRT. Предполагается, что внедрение трамваев сократит потребность в автомобильном транспорте на 35% уже ко второму году эксплуатации. Бюджет организации движения по двум маршрутам в центре города предполагается в размере 15 миллиардов бат. Предполагалось проектирование системы завершить к марту 2020 года, разработать после одобрения плана детальный проект к марту 2021 года, смонтировать трамвайную сеть к концу 2021 года и запустить в эксплуатацию в 2022 году.